# François Delecour
François Delecour (Hazebrouck, 30 agosto 1962) è un pilota di rally francese, vincitore in carriera di quattro prove del campionato del mondo rally dove ha partecipato dal 1984 al 2002, laureandosi vicecampione del mondo nel 1993 e classificandosi otto volte nella top ten del mondiale piloti..

## Carriera

### Gli inizi
François Delecour debuttò nel 1981 partecipando al campionato nazionale francese. Tre anni più tardi fece la sua prima apparizione nel campionato mondiale correndo il Rally di Monte Carlo con una Talbot Samba Rallye.
Nel biennio 1985-1986 si distinse nel trofeo Peugeot 205 pilotando una GTI 1600 e portandola in entrambe le stagioni al terzo posto assoluto.
Grazie alla fiducia riposta in lui dalla casa automobilistica francese, poté correre in veste ufficiale i campionati mondiali del 1989 e del 1990 a bordo di una 309 GTI 16V ottenendo come migliore risultato un nono posto assoluto (primo assoluto tra le vetture a due ruote motrici) nel Rally di Monte Carlo.

### L'approdo al team Ford

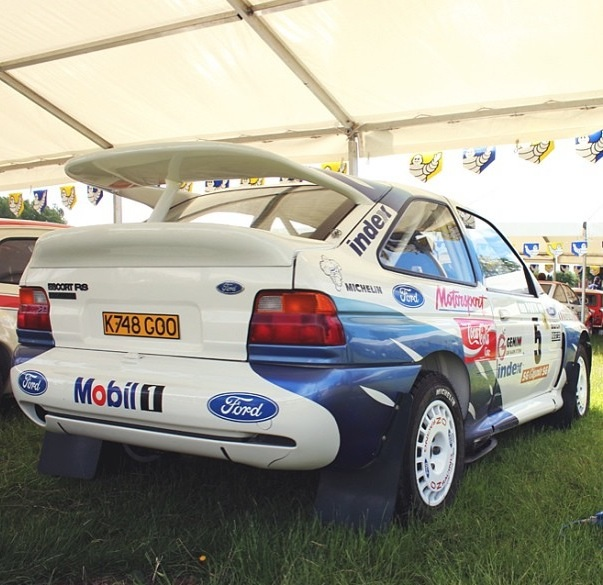
La Ford Escort RS Cosworth del 1993 di Francois Delecour al Rally Portogallo 2013

Grazie ai progressi ottenuti con la squadra Peugeot, nel 1991 fu ingaggiato dal team Ford per correre con una Sierra Rs Cosworth nel campionato mondiale. Già alla prima gara, a Monte Carlo, François Delecour lottò per la vittoria contro Carlos Sainz (campione del mondo in carica); quando l'affermazione sembrava oramai acquisita, rovinò una sospensione sull'ultimo passaggio sul Col del Turini e concluse acciuffando l'ultimo gradino del podio. Dopo tale piazzamento concluse le dispute successive con una serie di ritiri per vari problemi meccanici e di assetto dovuti in buona parte all'introduzione del nuovo sistema 4x4. Al Rally d'Italia si piazzò quarto assoluto e in Spagna arrivò per la seconda volta nell'anno a podio con un terzo posto. Terminò il campionato con 30 punti totali e l'ottavo posto assoluto.
Nel 1992, passato con la squadra ufficiale Ford, François Delecour ottenne un quarto posto al Rally di Monte Carlo, un secondo posto in Francia e un terzo posto in Italia convincendo il suo team a puntare su di lui per l'annata successiva.
Nel 1993 con l'arrivo della nuova vettura, la Ford Escort Cosworth, François Delecour arrivò a lottare per il titolo mondiale siglando complessivamente tre primi, due secondi e un terzo posto, ma per via di alcuni problemi meccanici finì secondo nella classifica finale con 112 punti (che rappresentano il suo punto più alto in carriera).
All'inizio del 1994 ottenne un'altra vittoria. Ad aprile dello stesso anno ebbe un incidente con una Ferrari F40 di un amico rischiando l’amputazione della gamba. Rientrò al Rally di Finlandia e finì la stagione all’ottavo posto con 30 punti.
Si migliorò l’anno seguente conquistando un quarto posto assoluto con 96 punti.

### 1996-2002

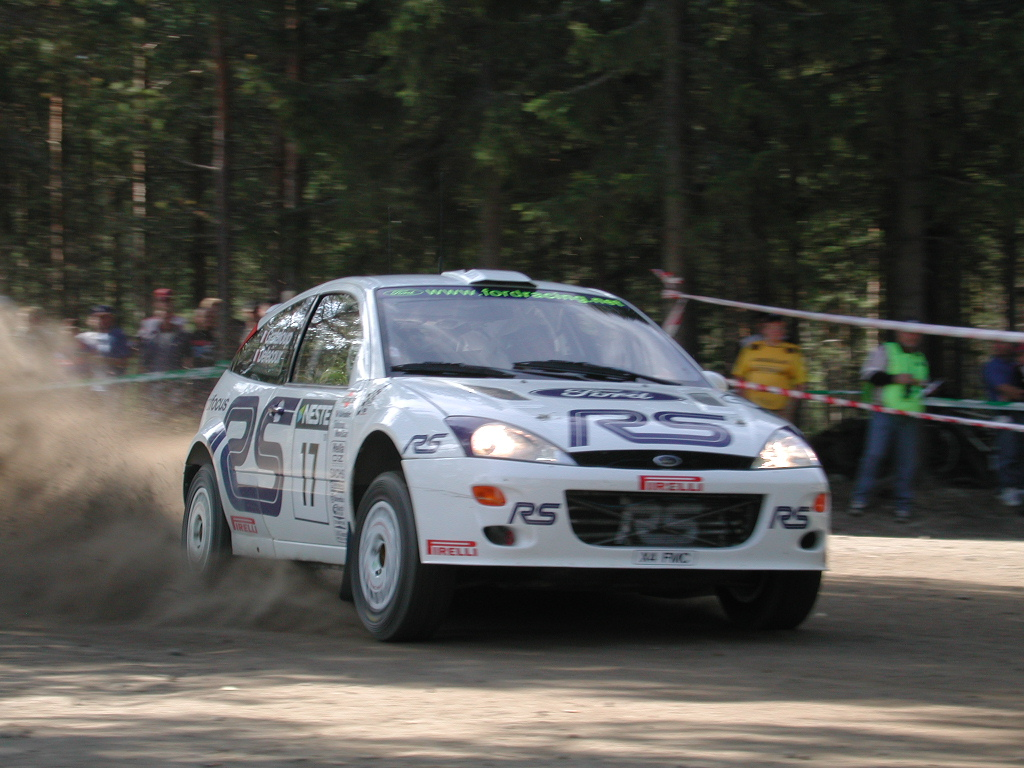
Delecour con una Ford Focus WRC nel 2001 nel Rally di Finlandia.

Nel 1996 tornò a correre nel campionato nazionale francese a bordo di una Peugeot 306 Maxi finendo terzo.
Nel 1998 nel rally di casa ottenne il suo miglior piazzamento con il team Peugeot arrivando secondo assoluto.
Dopo una serie di cambi fra Peugeot e Ford (con una parentesi in Mitsubishi) nel 2002 ha corso con una Ford Focus RS WRC del team M-Sport ottenendo come migliore piazzamento un sesto posto nuovamente al Rally di Monte Carlo.

### 2003-2011
Nella sua lunga pausa dalle gare rally durata otto anni ha fatto esperienza in vari altri eventi come le corse su buggy e quelle in circuito (in quest'ultime alla guida di una Porsche 996 GT3 RS).
Nel 2011 è apparso nuovamente nelle competizioni rally partecipando a gare valide per il trofeo S2000 e il campionato IRC, preparando così una sua parziale ripresentazione nel campionato mondiale del 2012.

### 2012: il ritorno nel WRC

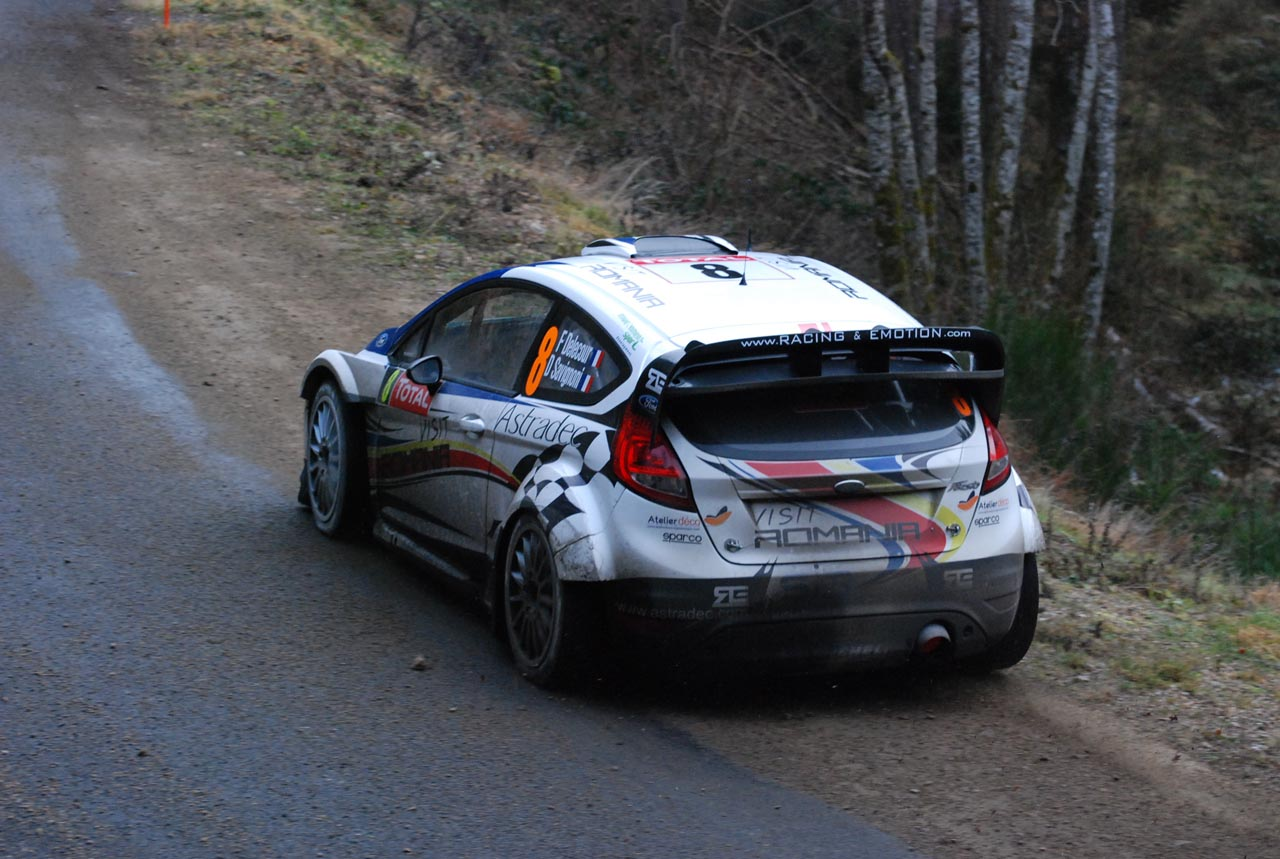
Delecour alla guida della Ford Fiesta RS WRC nel 2012

Nel mese di dicembre del 2011 venne pubblicamente annunciato che l'anno seguente François Delecour avrebbe fatto ritorno nel WRC correndo nel rally che più l'aveva distinto nel corso della sua carriera, ossia quello di Monte Carlo. In quell'occasione guidò una Ford Fiesta RS WRC arrivando sesto assoluto e strappando tre stage come primo assoluto.
Dopo detto evento, François Delecour è comparso in alcune gare del campionato Intercontinental Rally Challenge a bordo di una Peugeot 207 S2000 (il terzo posto assoluto nel rally di Romania è stato il suo migliore risultato).

## Palmarès
- R-GT Cup: 1
2015 su Porsche 997 GT3

### Vittorie nel mondiale rally

#### Vittorie nel WRC
| Nº | Anno | Rally                | Copilota         | Vettura                 | Squadra |
| -- | ---- | -------------------- | ---------------- | ----------------------- | ------- |
| 1  | 1993 | Rally del Portogallo | Daniel Grataloup | Ford Escort RS Cosworth | Ford    |
| 2  | 1993 | Tour de Corse        | Daniel Grataloup | Ford Escort RS Cosworth | Ford    |
| 3  | 1993 | Rally di Catalogna   | Daniel Grataloup | Ford Escort RS Cosworth | Ford    |
| 4  | 1994 | Rally di Monte Carlo | Daniel Grataloup | Ford Escort RS Cosworth | Ford    |

#### Vittorie nel WRC Master Cup
| Nº | Anno | Rally                | Copilota            | Vettura               |
| -- | ---- | -------------------- | ------------------- | --------------------- |
| 1  | 2023 | Rally di Monte Carlo | Sabrina De Castelli | Škoda Fabia RS Rally2 |

## Risultati nel mondiale rally

### Risultati nel WRC
| 1984 | Scuderia | Vettura             |    |  |  |  |  |  |  |  |  |  |  |  |  |  |  |  | Punti | Pos. |
| ---- | -------- | ------------------- | -- |  |  |  |  |  |  |  |  |  |  |  |  |  |  |  | ----- | ---- |
| 1984 |          | Talbot Samba Rallye | 67 |  |  |  |  |  |  |  |  |  |  |  |  |  |  |  | 0     |      |

| 1985 | Scuderia | Vettura             |     |  |  |  |  |  |  |  |  |  |  |  |  |  |  |  | Punti | Pos. |
| ---- | -------- | ------------------- | --- |  |  |  |  |  |  |  |  |  |  |  |  |  |  |  | ----- | ---- |
| 1985 |          | Peugeot 205 GTI 1.6 | Rit |  |  |  |  |  |  |  |  |  |  |  |  |  |  |  | 0     |      |

| 1986 | Scuderia | Vettura             |     |  |  |  |  |  |  |  |  |  |  |  |  |  |  |  | Punti | Pos. |
| ---- | -------- | ------------------- | --- |  |  |  |  |  |  |  |  |  |  |  |  |  |  |  | ----- | ---- |
| 1986 |          | Peugeot 205 GTI 1.6 | Rit |  |  |  |  |  |  |  |  |  |  |  |  |  |  |  | 0     |      |

| 1987 | Scuderia | Vettura             |    |  |  |  |  |  |  |  |  |  |  |  |  |  |  |  | Punti | Pos. |
| ---- | -------- | ------------------- | -- |  |  |  |  |  |  |  |  |  |  |  |  |  |  |  | ----- | ---- |
| 1987 |          | Peugeot 205 GTI 1.6 | 20 |  |  |  |  |  |  |  |  |  |  |  |  |  |  |  | 0     |      |

| 1988 | Scuderia | Vettura             |  |    |  |  |  |  |  |  |  |  |  |  |  |  |  |  | Punti | Pos. |
| ---- | -------- | ------------------- |  | -- |  |  |  |  |  |  |  |  |  |  |  |  |  |  | ----- | ---- |
| 1988 |          | Peugeot 205 GTI 1.9 |  | SQ |  |  |  |  |  |  |  |  |  |  |  |  |  |  | 0     |      |

| 1989 | Scuderia | Vettura         |  |  |  |  |     |  |  |  |  |  |  |  |  |  |  |  | Punti | Pos. |
| ---- | -------- | --------------- |  |  |  |  | --- |  |  |  |  |  |  |  |  |  |  |  | ----- | ---- |
| 1989 |          | Peugeot 309 GTI |  |  |  |  | Rit |  |  |  |  |  |  |  |  |  |  |  | 0     |      |

| 1990 | Scuderia       | Vettura         |   |  |  |     |  |  |  |  |  |  |  |  |  |  |  |  | Punti | Pos. |
| ---- | -------------- | --------------- | - |  |  | --- |  |  |  |  |  |  |  |  |  |  |  |  | ----- | ---- |
| 1990 | Peugeot France | Peugeot 309 GTI | 9 |  |  | Rit |  |  |  |  |  |  |  |  |  |  |  |  | 2     | 54º  |

| 1991 | Scuderia | Vettura                 |   |  |     |  |     |     |  |  |  |  |   |  |   |   |  |  | Punti | Pos. |
| ---- | -------- | ----------------------- | - |  | --- |  | --- | --- |  |  |  |  | - |  | - | - |  |  | ----- | ---- |
| 1991 | Ford     | Ford Sierra RS Cosworth | 3 |  | Rit |  | Rit | Rit |  |  |  |  | 4 |  | 3 | 6 |  |  | 40    | 7º   |

| 1992 | Scuderia | Vettura                 |   |  |     |  |   |   |  |  |     |  |   |  |     |  |  |  | Punti | Pos. |
| ---- | -------- | ----------------------- | - |  | --- |  | - | - |  |  | --- |  | - |  | --- |  |  |  | ----- | ---- |
| 1992 | Ford     | Ford Sierra RS Cosworth | 4 |  | Rit |  | 2 | 5 |  |  | Rit |  | 3 |  | Rit |  |  |  | 45    | 6º   |

| 1993 | Scuderia | Vettura                 |   |  |   |  |   |     |  |   |  |   |     |   |   |  |  |  | Punti | Pos. |
| ---- | -------- | ----------------------- | - |  | - |  | - | --- |  | - |  | - | --- | - | - |  |  |  | ----- | ---- |
| 1993 | Ford     | Ford Escort RS Cosworth | 2 |  | 1 |  | 1 | Rit |  | 2 |  | 3 | Rit | 1 | 4 |  |  |  | 112   | 2º   |

| 1994 | Scuderia | Vettura                 |   |     |  |  |  |  |  |   |     |     |  |  |  |  |  |  | Punti | Pos. |
| ---- | -------- | ----------------------- | - | --- |  |  |  |  |  | - | --- | --- |  |  |  |  |  |  | ----- | ---- |
| 1994 | Ford     | Ford Escort RS Cosworth | 1 | Rit |  |  |  |  |  | 4 | Rit | Rit |  |  |  |  |  |  | 30    | 8º   |

| 1995 | Scuderia | Vettura                 |   |     |     |   |   |     |   |     |  |  |  |  |  |  |  |  | Punti | Pos. |
| ---- | -------- | ----------------------- | - | --- | --- | - | - | --- | - | --- |  |  |  |  |  |  |  |  | ----- | ---- |
| 1995 | Ford     | Ford Escort RS Cosworth | 2 | Rit | Rit | 2 | 6 | Rit | 4 | Rit |  |  |  |  |  |  |  |  | 96    | 4º   |

| 1996 | Scuderia | Vettura                 |    |  |  |  |  |  |  |  |  |  |  |  |  |  |  |  | Punti | Pos. |
| ---- | -------- | ----------------------- | -- |  |  |  |  |  |  |  |  |  |  |  |  |  |  |  | ----- | ---- |
| 1996 | Ford     | Ford Escort RS Cosworth | 11 |  |  |  |  |  |  |  |  |  |  |  |  |  |  |  | 0     |      |

| 1997 | Scuderia      | Vettura          |  |  |  |  |    |   |  |  |  |  |  |  |  |  |  |  | Punti | Pos. |
| ---- | ------------- | ---------------- |  |  |  |  | -- | - |  |  |  |  |  |  |  |  |  |  | ----- | ---- |
| 1997 | Peugeot Sport | Peugeot 306 Maxi |  |  |  |  | SQ | 4 |  |  |  |  |  |  |  |  |  |  | 3     | 17º  |

| 1998 | Scuderia      | Vettura          |    |  |  |  |   |   |  |  |  |  |     |  |  |  |  |  | Punti | Pos. |
| ---- | ------------- | ---------------- | -- |  |  |  | - | - |  |  |  |  | --- |  |  |  |  |  | ----- | ---- |
| 1998 | Peugeot Sport | Peugeot 306 Maxi | 10 |  |  |  | 8 | 2 |  |  |  |  | Rit |  |  |  |  |  | 6     | 10º  |

| 1999 | Scuderia | Vettura         |   |  |  |  |  |     |  |     |  |   |  |     |     |     |  |  | Punti | Pos. |
| ---- | -------- | --------------- | - |  |  |  |  | --- |  | --- |  | - |  | --- | --- | --- |  |  | ----- | ---- |
| 1999 | Peugeot  | Peugeot 206 WRC | 4 |  |  |  |  | Rit |  | Rit |  | 9 |  | Rit | Rit | Rit |  |  | 3     | 16º  |

| 2000 | Scuderia | Vettura         |     |   |  |   |   |    |   |     |   |   |   |   |   |   |  |  | Punti | Pos. |
| ---- | -------- | --------------- | --- | - |  | - | - | -- | - | --- | - | - | - | - | - | - |  |  | ----- | ---- |
| 2000 | Peugeot  | Peugeot 206 WRC | Rit | 7 |  | 5 | 7 | 13 | 9 | Rit | 6 | 3 | 2 | 2 | 3 | 6 |  |  | 24    | 6º   |

| 2001 | Scuderia | Vettura           |   |   |   |   |   |     |   |   |     |    |   |    |     |  |  |  | Punti | Pos. |
| ---- | -------- | ----------------- | - | - | - | - | - | --- | - | - | --- | -- | - | -- | --- |  |  |  | ----- | ---- |
| 2001 | Ford     | Ford Focus RS WRC | 3 | 5 | 5 | 6 | 7 | Rit | 5 | 4 | Rit | 12 | 6 | 10 | Rit |  |  |  | 15    | 9º   |

| 2002 | Scuderia | Vettura               |   |    |   |   |    |     |    |     |     |   |    |   |     |     |  |  | Punti | Pos. |
| ---- | -------- | --------------------- | - | -- | - | - | -- | --- | -- | --- | --- | - | -- | - | --- | --- |  |  | ----- | ---- |
| 2002 | Ralliart | Mitsubishi Lancer WRC | 9 | 34 | 7 | 9 | 13 | Rit | 11 | Rit | Rit | 9 | 10 | 9 | Rit | Rit |  |  | 0     |      |

| 2012 | Scuderia | Vettura            |   |  |  |  |  |  |  |  |  |  |  |  |  |  |  |  | Punti | Pos. |
| ---- | -------- | ------------------ | - |  |  |  |  |  |  |  |  |  |  |  |  |  |  |  | ----- | ---- |
| 2012 | Ford     | Ford Fiesta RS WRC | 6 |  |  |  |  |  |  |  |  |  |  |  |  |  |  |  | 8     | 17º  |

| 2014 | Scuderia | Vettura                                    |     |  |  |  |  |  |  |  |  |  |    |  |  |  |  |  | Punti | Pos. |
| ---- | -------- | ------------------------------------------ | --- |  |  |  |  |  |  |  |  |  | -- |  |  |  |  |  | ----- | ---- |
| 2014 |          | Ford Fiesta RS WRC Porsche 997 GT3 Cup RGT | Rit |  |  |  |  |  |  |  |  |  | 32 |  |  |  |  |  | 0     |      |

| 2015 | Scuderia | Vettura                 |    |  |  |  |  |  |  |  |    |  |    |  |  |  |  |  | Punti | Pos. |
| ---- | -------- | ----------------------- | -- |  |  |  |  |  |  |  | -- |  | -- |  |  |  |  |  | ----- | ---- |
| 2015 |          | Porsche 997 GT3 Cup RGT | 23 |  |  |  |  |  |  |  | 53 |  | 19 |  |  |  |  |  | 0     |      |

| 2016 | Scuderia | Vettura           |    |  |  |  |  |  |  |  |  |  |  |  |  |  |  |  | Punti | Pos. |
| ---- | -------- | ----------------- | -- |  |  |  |  |  |  |  |  |  |  |  |  |  |  |  | ----- | ---- |
| 2016 |          | Peugeot 207 S2000 | 16 |  |  |  |  |  |  |  |  |  |  |  |  |  |  |  | 0     |      |

| 2017 | Scuderia | Vettura              |     |  |  |    |  |  |  |  |  |  |  |  |  |  |  |  | Punti | Pos. |
| ---- | -------- | -------------------- | --- |  |  | -- |  |  |  |  |  |  |  |  |  |  |  |  | ----- | ---- |
| 2017 |          | Abarth 124 Rally RGT | Rit |  |  | 19 |  |  |  |  |  |  |  |  |  |  |  |  | 0     |      |

| 2022 | Scuderia | Vettura               |    |  |  |  |  |  |  |  |  |  |  |  |  |  |  |  | Punti | Pos. |
| ---- | -------- | --------------------- | -- |  |  |  |  |  |  |  |  |  |  |  |  |  |  |  | ----- | ---- |
| 2022 |          | Alpine A110 Rally RGT | 25 |  |  |  |  |  |  |  |  |  |  |  |  |  |  |  | 0     |      |

| 2023 | Scuderia | Vettura               |    |  |  |  |  |  |  |  |  |  |  |  |  |  |  |  | Punti | Pos. |
| ---- | -------- | --------------------- | -- |  |  |  |  |  |  |  |  |  |  |  |  |  |  |  | ----- | ---- |
| 2023 |          | Škoda Fabia RS Rally2 | 19 |  |  |  |  |  |  |  |  |  |  |  |  |  |  |  | 0     |      |

| Legenda | 1º posto | 2º posto | 3º posto | A punti | Senza punti | Ritirato | Squalificato | NP=Non partito C=Gara cancellata | Apice=Power stage |

### Risultati nel WRC-2
| 2023 | Scuderia | Vettura               |    |  |  |  |  |  |  |  |  |  |  |  |  |  |  |  | Punti | Pos. |
| ---- | -------- | --------------------- | -- |  |  |  |  |  |  |  |  |  |  |  |  |  |  |  | ----- | ---- |
| 2023 | -        | Škoda Fabia RS Rally2 | 10 |  |  |  |  |  |  |  |  |  |  |  |  |  |  |  | 1     | 48º  |

| Legenda | 1º posto | 2º posto | 3º posto | A punti | Senza punti | Ritirato | Squalificato | NP=Non partito C=Gara cancellata | Apice=Power stage |

### Risultati nel WRC Master Cup
| 2023 | Scuderia | Vettura               |   |  |  |  |  |  |  |  |  |  |  |  |  |  |  |  | Punti | Pos. |
| ---- | -------- | --------------------- | - |  |  |  |  |  |  |  |  |  |  |  |  |  |  |  | ----- | ---- |
| 2023 | -        | Škoda Fabia RS Rally2 | 1 |  |  |  |  |  |  |  |  |  |  |  |  |  |  |  | 25    | 10º  |

| Legenda | 1º posto | 2º posto | 3º posto | A punti | Senza punti | Ritirato | Squalificato | NP=Non partito C=Gara cancellata | Apice=Power stage |